# José Albornoz
José Fabián Albornoz (Córdoba, 19 luglio 1970) è un ex calciatore argentino, di ruolo di centrocampista.

## Carriera

### Club
La sua carriera comincia nel 1992 con il Deportivo Espanol ma dopo 10 presenze ed un gol è il River Plate ad investire su di lui anche se in due stagioni e mezzo giocherà solamente 14 partite (5 nel 1992-1993,8 nel 1993-1994 e 1 nel 1994-1995). Nel 1994-1995 passa al Racing Club de Avellaneda dove sembra tornare in auge con 4 gol in 17 partite. La stagione successiva è al Gimnasia La Plata dove in 27 partite segna 9 volte. 3 presenze nella stagione 1996-1997 per poi passare all'Independiente con cui nell'unico anno disputato segna due volte in campionato su 22 presenze complessive. Nel 1997-1998 gioca con i Newell's Old Boys dove disputa 10 partite per poi tornare all'Independiente nella stagione 1998-1999.

### Nazionale
Ha disputato 3 partite nella Nazionale argentina andando in gol una volta.

## Palmarès

### Club

#### Competizioni nazionali
- Campionato argentino: 2

River Plate: Apertura 1993, Apertura 1994